# Kladruby (Boêmia Central)
Kladruby é uma comuna checa localizada na região da Boêmia Central, distrito de Benešov.